# Arminija
Arminija (arabsko إمارة الارمينيا‎, romanizirano imāratu aliārmīniyyāi, slovensko Armenski emirat, armensko Արմինիա կուսակալություն, romanizirano Arminia kusakalut’jun, slovensko Gubernija (Provinca) Arminija), znana tudi kot Ostikanat Armenija ali Armenski emirat, je bila ena od dveh gubernij arabskega Abasidskega kalifata v Zakavkazju, ki je obstajala od leta 654 do 884.
Arminija je obsegala dele Velike Armenije, Kavkaške Iberije in Kavkaške Albanije, ki so jih osvojili Arabci v 7. stoletju. Kalifi so sprva dovoljevali armenskim knezom, da so upravljali provinco v zameno za zvestobo in plačevanje davka, potem pa je kalif  Abd al-Malik ibn Marvan uvedel neposredno arabsko oblast v regiji. Vodil jo je ostikan iz prestolnice Dvin.

## Zgodovina

### Zgodnje obdobje: arabska osvojitev Armenije
Podatki o arabskem osvajanju Armenije niso zanesljivi, saj je v različnih arabskih, grških in armenskih virih veliko nasprotij tako v kronologiji kot v podrobnih opisih dogodkov. Gledano širše, so podatki o dogodkih skladni, kar omogoča njihovo rekonstrukcijo.{
Po arabskih virih je prva arabska odprava dosegla Armenijo leta 639/640, takoj za osvojitvijo bizantinskega Levanta in začetkom muslimanskega osvajanja Perzije. Drugo odpravo, ki jo je leta 642 vodil, Ijad ibn Ganim, so Armenci porazili in izgnali iz države. Po tem neuspehu so Arabci leta 645 napadli iz Iranskega Azerbajdžana pod vodstvom Salmana ibn Rabije. Napad se je dotakil le armenskih obmejnih območij. Muslimanski viri postavljajo dejansko osvojitev države v leto 645/646 pod poveljstvom Habiba ibn Maslame al-Fihrija. Arabci so najprej napadli zahodni, bizantinski del države, zavzeli Teodoziopolis in premagali bizantinsko vojsko, nato pa so  podjarmili še armenske kneze okoli Vanskega jezera in odkorakali na Dvin, prestolnico nekdanjega perzijskega dela Armenije. Dvin se je po nekaj dneh obleganja predal, prav tako Tiflis severneje v Kavkaški Iberiji. V istem času je druga arabska vojska iz Iraka pod poveljstvom Salmana ibn Rabije osvojila Kavkaško Albanijo.
Arabski viri namigujejo, da je bila država odtlej dejansko pod arabsko oblastjo, vendar sodobni zgodovinarji na splošno menijo, da je bolj zanesljivo sodobno poročilo armenskega škofa Sebeosa, ki ga delno potrjuje bizantinski kronist Teofan Spovednik, ki pravi, da so Arabci med letoma 640 in 650 večkrat vdrli v Armenijo, države pa v tistem času niso podredili arabski oblasti.
Armenske zgodovine poročajo, da so Arabci prvič vdrli leta 642, prodrli v osrednjo regijo Ajrarat in izropali Dvin, ter se vrnili z več kot 35.000 ujetniki. Leta 643 so ponovno napadli iz smeri Arrana, opustošili Ajrarat in dosegli Iberijo, potem pa jih je premagal armenski voditelj Teodor Rštuni in jih prisilil k umiku. Po tem uspehu je bizantinski cesar Konstans II. priznal Rštunija za vladarja Armenije v zameno za sprejetje bizantinske suverenosti. Ko se je Konstansovo premirje z Arabci leta 653 končalo, se je Rštuni, da bi se izognil novi arabski invaziji, prostovoljno strinjal s podreditvijo muslimanski nadoblasti. Konstans je nato osebno napadel Armenijo in tam obnovil bizantinsko oblast. Kmalu po njegovem odhodu v začetku leta 654 so Arabci ponovno napadli Bizantinsko Armenijo. Rštuni je z njihovo pomočjo pregnal bizantinske garnizije in si zagotovil arabsko priznanje za kneza knezov Armenije, Iberije in Albanije. Bizantinci pod poveljstvom generala Mavrijana so poskušali ponovno osvojiti izgubljeno ozemlje, vendar jim to ni uspelo. Leta 655 so Arabci napadli Bizantinsko Armenijo, zasedli Teodoziopolis (arabsko Kalikala) in utrdili svojo oblast nad državo, tako da so Rštunija odpeljali v Damask, kjer je leta 656 umrl. Na njegovo mesto so imenovali njegovega tekmeca Hamazaspa IV. Mamikonjana. Z izbruhom prve muslimanske državljanske vojne leta 657 je efektivna arabska oblast v državi prenehala in Mamikonjan se je skoraj takoj vrnil pod bizantinsko oblast.
Leta 661 je Muavija, zmagovalec v muslimanski državljanski vojni, armenskim knezom ukazal, naj se ponovno podredijo njegovi oblasti in plačujejo davek. Da bi se izognili novi vojni, so ga knezi ubogali. Arabska politika, ki je zahtevala plačilo davka v denarju, je vplivala na armensko gospodarstvo in družbo in v Dvinu so začeli kovati denar. Armenci so bili prisiljeni proizvajati presežek živil in industrijskega blaga za prodajo. Z oživitvijo gospodarstva se je na Kavkazu razvilo močno mestno življenje.

### Vzpostavitev neposredne muslimanske oblasti
Večji del druge polovice 7. stoletja je bila arabska prisotnost in oblast v Armeniji minimalna. Armenija je bila za Arabce osvojena dežela, vendar je uživala dejansko avtonomijo, ki jo je urejal sporazum, podpisan med Rštunijem in Muavijo I. Po  mnenju Arama Ter-Gevondjana je pod arabsko suverenostjo "država uživala stopnjo neodvisnosti, kakršne ni poznala od padca Arsakidov v 5. stoletju". V skladu s pogoji sporazuma so bili armenski knezi podvrženi relativno nizkim davkom in obveznosti, da na kalifovo zahtevo zagotovijo vojake, za kar naj bi knezi prejeli letno subvencijo v višini 100.000 dirhamov. V zameno na armenskih ozemljih ni bila nameščena nobena arabska garnizija ali uradnik, arabska pomoč pa je bila celo obljubljena v primeru napada Bizantincev.
Razmere so se spremenile v času vladavine kalifa Abd al-Malika (vladal 685–705). Od leta 700 naprej je kalifov brat in guverner Arana Mohamed ibn Marvan v nizu pohodov podjarmil armensko državo. Čeprav so se Armenci leta 703 uprli in prejeli bizantinsko pomoč, jih je Mohamed ibn Marvan premagal in zapečatil neuspeh upora z usmrtitvijo uporniških knezov leta 705. Armenija je bila skupaj s kneževinama Kavkaško Albanijo in Kavkaško Iberijo (današnja Gruzija) združena v eno samo veliko provinco, imenovano al-Arminija (الارمینیا), s prestolnico Dvin (arabsko Dabil), ki so jo Arabci obnovili in je služila kot sedež guvernerja (ostikana) in arabske garnizije. Večji del preostalega obdobja Omajadov je bila Arminija običajno združena z Aranom in Džaziro (Zgornja Mezopotamija) pod enim guvernerjem v ad hoc superprovinci.
Arminijo sta upravljala emir ali vali s sedežem v Dvinu, čigar vloga je bila omejena na obrambo in pobiranje davkov. Državo so večinoma vodili lokalni knezi - nahararji. Provinca je bila razdeljena na štiri regije: Arminija I (Kavkaška Albanija), Arminija II (Kavkaška Iberija), Arminija III (območje okoli reke Aras) in Arminija IV (Taron). Lokalnemu plemstvu je, tako kot v sasanidskih časih, predsedoval predsedujoči knez (իշխան, iškan). Naziv se je v 9. stoletju, verjetno začenši z Bagratom II. Bagratunijem, razvil v naziv "knez knezov" (išhanak išhan). Išhanak išhan je deloval kot vodja drugih knezov in je bil podrejen arabskemu guvernerju. Odgovoren je bil za pobiranje davkov in zbiranje vojakov na kalifovo zahtevo.
Popis in pregled Armenije sta bila izvedena okoli leta 725, čemur je sledilo znatno povečanje davkov za financiranje vse večjih potreb vojske  kalifata na različnih frontah. Armenci so svojimi vojskami sodelovali v težkih bojih med drugo arabsko-hazarsko vojno  v 720. in 730. letih. Posledično je leta 732 guverner Marvan ibn Mohamed, bodoči kalif Marvan II., imenoval Ašota III. Bagratunija za predsedujočega kneza Armenije, kar je v bistvu ponovno potrdilo avtonomijo države znotraj kalifata.

### Abasidsko obdobje do leta 884
Z ustanovitvijo Abasidskega kalifata po abasidski revoluciji se je začelo obdobje represije. Kalif al-Mansur je odvzel privilegije in ukinil subvencije, izplačane različnim armenskim knezom (nahararjem), ter uvedel strožje obdavčenje, kar je leta 774 privedlo do izbruha velikega upora. Upor je bil zadušen v bitki pri Bagrevandu aprila 775. Neuspeh upora je privedel do skorajšnjega izumrtja nekaterih najvidnejših družin nahararjev, predvsem Mamikonijcev, zmanjšanja njihovega vpliva ali izgnanstva v Bizantinsko cesarstvo. Za Armenijo je kalifat okrepil svoj primež v zakavkaških provincah. V 780. letih je bilo zdesetkano tudi plemstvo sosednje Iberije in začel se je proces naseljevanja arabskih plemen, ki je do sredine 9. stoletja privedel do islamizacije Kavkaške Albanije. Iberija in velik del nižinske Armenije sta prišla pod oblast niza arabskih emiratov. Hkrati sta vakuum oblasti, ki ga je povzročilo uničenje toliko nahararskih klanov, zapolnili dve drugi veliki družini, Arcrunidi na jugu (Vaspurakan) in Bagratidi na severu.
Kljub več uporom je Armenski emirat obstajal do leta 884, ko se je Bagratid Ašot I., ki mu je uspelo prevzeti oblast nad večino armenskega ozemlja, razglasil za "kralja Armencev". Leta 885 ga je za kralja priznal kalif al-Mutamid iz dinastije Abasidov, leta 886 pa še bizantinski cesar Bazilij I. iz Makedonske dinastije. 
Ašot I. je hitro razširil svojo oblast. Zaradi družinskih vezi z dvema naslednjima najpomembnejšima knežjima družinama, Arcrunidi in Sivnidi, ter zaradi previdne politike do Abasidov in arabskih emirjev Arminije mu je do 860. let uspelo postati dejansko, če  že ne formalno, avtonomni kralj Armenije.

## Arabski guvernerji Armenije

### Zgodnji guvernerji
Iz obdobje vladanja rašidunskih kalifov Utmana (vladal 644–656) in Alija (vladal 656–661) in iz zgodnjega omajadskega obdobja je znanih šest  guvernerjev.  

### Emirji (ostikani)
S podreditvijo Armenije Mohamedu ibn Marvanu leta  695 je bila provinca formalno vključena v kalifat, v Dvinu pa je bil postavljen arabski guverner (ostikan). Prvi guverner je bil kar Mohamed ibn Marvan, njemu pa je sledilo več kot petdeset drugih. 

## Predsedujoči knezi Arminije
- Mžež II. Gnuni, Մժեժ Բ Գնունի, 628–635
- David Saharuni, Դավիթ Սահառունի, 635–638
- Teodor Rštuni, Թէոդորոս Ռշտունի, 638–645
- Varaztiroc II. Bagratuni, Վարազ Տիրոց Բ Բագրատունի, 645
- Teodor Rštuni, Թէոդորոս Ռշտունի, 654–655
- Mušeg IV. Mamikonjan, Մուշէղ Բ Մամիկոնեան, 654
- Teodor Rštuni, Թէոդորոս Ռշտունի, 654–655
- Hamazasp IV. Mamikonjan, Համազասպ Բ Մամիկոնեան, 655–658
- Gregor I. Mamikonjan, Գրիգոր Ա Մամիկոնեան, 662–684/85
- Ašot II. Bagratuni, Աշոտ Բ Բագրատունի, 686–690
- Nerses Kamsarakan, Ներսէս Կամսարական, 689–691
- Smbat VI. Bagratuni, Սմբատ Զ Բագրատունի, 691–711
- Ašot II. Bagratuni, Աշոտ Գ Բագրատունի, 732–744
- Gregor II. Mamikonjan, Գրիգոր Բ Մամիկոնեան, 745–746
- Ašot III. Bagratuni, Աշոտ Գ Բագրատունի, 746–748
- Gregor II. Mamikonjan, Գրիգոր Բ Մամիկոնեան, 748
- Mušeg VI. Mamikonjan, Մուշէղ Բ Մամիկոնեան, 748–753
- Sahak VII. Bagratuni, Սահակ Է Բագրատունի, 755–761
- Smbat VII. Bagratuni, Սմբատ Է Բագրատունի, 761–775
- Ašot IV. Bagratuni, Աշոտ Դ Բագրատունի, 806–826
- Bagrat II. Bagratuni, Բագրատ Բ Բագրատունի, 830–851
- Ašot V. Bagratuni, Աշոտ Ա Հայոց Արքայ, Աշոտ Ե իշխան Հայոց, 862–884